# Comitatul Tazewell, Virginia
Comitatul Tazewell (în engleză: Tazewell County) este un comitat localizat în statul american Virginia (care este, de fapt, [The] Commonwealth of Virginia), fiind unul din cele 95 de comitate ale acestui stat.
Estimarea din 2005 (intermediară recensămintelor anilor 2000 și 2010) efectuată de United States Census Bureau contabilizează populația comitatului la 44.598. Sediul comitatului (conform originalului, county seat) este orașul omonim, Tazewell 6.

## Geografie

### Comitate înconjurătoare
- Comitatul McDowell, statul Virginia de Vest - la nord
- Comitatul Mercer, statul West Virginia - la nord-est
- Comitatul Bland, statul Virginia - la est
- Comitatul Smyth, statul Virginia
- Comitatul Russell, Virginia
- Comitatul Buchanan, Virginia

## Demografie
|  | Graficele sunt indisponibile din cauza unor probleme tehnice. Mai multe informații se găsesc la Phabricator și la wiki-ul MediaWiki. |

Date: Wikidata - grafică realizată de Wikipedia